# Giuseppe Aldrovandini
Giuseppe Antonio Vincenzo Aldrovandini, také Aldovandrini, Aldrovandin, Aldrovandon, Altrobrandino (8. června 1671 Bologna – 8. února nebo 9. února 1707 tamtéž) byl italský hudební skladatel a pedagog.

## Život
Giuseppe Aldrovandini se narodil 8. června 1671 v Bologni. Skladbu a kontrapunkt studoval u Giacoma Antonia Perti. V roce bylo v Bologni poprvé veřejně provedeno jeho dílo – oratorium La guerra in cielo. V roce 1695 se stal členem Bolognské filharmonické akademie (Accademia Filarmonica di Bologna). Jako operní skladatel debutoval v roce 1696 v divadle Teatro Formagliari operou Gl'inganni amorosi scoperti in villa ossia la Zannina. Až do své předčasné smrti zkomponoval na 35 jevištních děl. V roce 1702 se stal čestným skladatelem vévody z Mantovy a kapelníkem (maestro di cappella) Accademie dello Spirito Santo ve Ferraře. Kromě skladatelské činnosti proslul zejména jako učitel zpěvu.
Zemřel tragicky 8. února 1707 (podle některých pramenů 9. února) ve věku 35 let. Utopil se v kanále Naviglio na předměstí Bologni.

## Dílo
- Gl'inganni amorosi scoperti in villa ossia la Zannina (libreto Lelio Maria Landi, scherzo giocoso 1696 Bologna, Teatro Formagliari)
- Zelida overo La scuola delle mogli (libreto Tommaso Stanzani, dramma per musica, 1696, Bologna, Teatro del Pubblico)
- Dafni (libreto Eustachio Manfredi, favola boschereccia per musica, 1696, Bologna, Teatro Malvezzi)
- Il Perseo (libreto Pier Jacopo Martelli, pasticcio 1697 Bologna, Teatro Malvezzi, pouze 5. jednání)
- Amor torna in s'al sò, over sie L'nozz dla Checha e d'Bdett (libreto Antonio Maria Monti, scherzo drammatico rusticale, 1698, Bologna, Teatro Formagliari)
- La fortezza al cimento (libreto Francesco Silvani, opera seria, 1699, Benátky, Teatro S. Salvatore)
- Cesare in Alessandria (libreto Francesco Maria Paglia, opera seria, 1699, Neapol, Teatro S. Bartolomeo)
- Le due Auguste (libreto Pietro Paolo Seta, opera seria, 1700, Bologna, Teatro Formagliari)
- I rivali generosi (libreto Apostolo Zeno, opera seria, 1701, Piacenza, Teatro Ducale, spoluautor Marc’Antonio Ziani)
- Mitridate in Sebastia (libreto Giacomo Maggi, opera seria, 1701, Janov, Teatro Falcon)
- La Semiramide (libreto Paglia, opera seria, 1701, Neapol, Palazzo Reale)
- Turno Aricino (libreto Silvio Stampiglia, opera seria, 1702, Janov, Teatro del Falcone)
- Pirro (libreto Apostolo Zeno, opera seria, 1704, Benátky, Teatro S. Angelo)
- L'odio e l'amore (libreto Matteo Noris, opera seria, 1704, Neapol, Teatro S. Bartolomeo; s áriemi Carla Francesca Pollarola)
- Il più fedele tra i vassalli (libreto Francesco Silvani, opera seria, 1705 Neapol, Teatro S. Bartolomeo)
- L'incoronazione di Dario (libreto Adriano Morselli a Andrea del Pò, opera seria, 1705 Neapol, Teatro S. Bartolomeo)
- Li tre rivali al soglio (libreto Silvio Stampiglia, opera seria, 1711, Bologna, Teatro Marsigli-Rossi)
- Amor non vuol rispetti (libreto Giuseppe Domenico de Totis, divertimento per musica, 1719 Cento, Teatro Accademico dell'Aurora)

### Opery s nejistým autorstvím
- Ottaviano (libreto Nicolo Beregani, opera seria, 1697, Turín, Teatro Regio)
- L'orfano (1699, Neapol)
- Il Trace in catena (1704, Benátky)
- Muzio Scevola (libreto Nicolò Minato, 1705)

### Oratoria
- La guerra in cielo (libreto Tommaso Stanzani, 1691, Bologna, Arciconfraternita dei Santi Sebastiano e Rocco)
- San Sigismondo (libreto G. B. Monti, 1691, Bologna, Confraternita di San Sigismondo)
- Gesù nato (libreto G. B. Taroni, 1694, Bologna, Congregazione della Madonna in Galliera)
- L'Italia umiliata (1702, Bologna, San Martino)
- La grazia giubilante (libreto A. M. Monti, 1704, Bologna, San Sigismondo)
- Il doppio martire (libreto M. Vangini, 1706, Bologna, Arciconfraternita dei Santi Sebastiano e Rocco)

### Instrumentální skladby
- Armonia sacra concertata in dieci mottetti, per 2/3 voci, 2 violini, tiorba e basso continuo, op. 1 (1701)
- Cantate per violino, violoncello e basso continuo, op. 2 (1701)
- Concerti sacri per violino, 2 violoncelli, tiorba e basso continuo, op. 3 (1703)
- Concertiper violino, violoncello e basso continuo, op. 4 (1703)
- Sonate per due violini, violoncello e basso continuo, op. 5 (1706)